# Sonora (pel·lícula de 2019)
Sonora és una pel·lícula mexicana de drama de 2019 dirigida per Alejandro Springall basada en el llibre La Ruta de los Caídos de l'escriptor Guillermo Munro Palacio. Protagonitzada per Joaquín Cosío, Dolores Heredia, Giovanna Zacarías, Juan Manuel Bernal i Harold Torres. Va ser presentada per primera vegada en el Festival de Cinema de Morelia de 2018. a pel·lícula es va entrenar el 6 de setembre als cinemes de Mèxic. El rodatge es va dur a terme a Hermosillo, Guaymas, San Miguel de Horcasitas, Ures, la Sierra del Pinacate i el Gran Desert d'Altar.
La història va ser portada al cinema gràcies a l'actriu i protagonista de la pel·lícula Giovanna Zacarías qui tenia un vincle amb l'escriptor del llibre i del director Springall

## Sinopsi
Compte una història ambientada l'any 1931 quan els xinesos van ser expulsats de l'estat de Sonora assenyalant-los culpables de la majoria de les malalties que es començaven a propagar en l'època, al mateix temps que els Estats Units iniciava una deportació massiva de mexicans i tancava les seves fronteres del sud, a causa d'aquests esdeveniments dotze persones desconegudes entre ells i de diferents nacionalitats s'aventuren en un viatge a través del desert sonorenc per a arribar a la ciutat de Mexicali i allí trobar pau, a mesura del viatge sorgeixen problemes entre els tripulants per qüestions de classes socials, racisme, cobdícia, xenofòbia i paranoia, tenint alguns d'ells un destí mortal.

## Repartiment
- Joaquín Cosío com Emeterio, un nadiu sonorenc que coneix perfectament el desert i guia als protagonistes en el seu viatge.
- Dolores Heredia com a Donya Rosario, una àvia que vol anar a Mexicali pels seus nets.
- Giovanna Zacarías com a Alma, esposa de Aarón propietària de l'automòbil en el qual viatgen els protagonistes.
- Juan Manuel Bernal com Sánchez, un supremacista racial.
- Harold Torres com Marcos, nebot d'Emeterio.
- Erando González un exsoldado revolucionari amb ideals obsolets.
- Jason Tobin com Lee Wong, home de nacionalitat xinesa que fuig de l'expulsió al costat de la seva esposa i filla.
- Rafael Cebrián com Yuma Joe, mexico-estatunidenc traficant d'alcohol que es troben a la meitat del desert.
- Ben Milliken com Tony, estatunidenc traficant d'alcohol que es troben a la meitat del desert.
- Fernando Becerril com el Comissari.
- Flavio Medina com Aarón, espòs d'Ànima i amo de l'automòbil en el qual viatgen els protagonistes, per una malaltia no va poder anar amb la resta dels tripulants des d'un inici.
- Patricia Ortiz
- Abbie Del Villar Chi
- Carolina Molva

## Premis i nominacions
| Premi        | Categoria                   | Nominats                              | Resultat  |
| ------------ | --------------------------- | ------------------------------------- | --------- |
| Premis Ariel | Millor actriu               | Giovanna Zacarías                     | Nominat   |
| Premis Ariel | Millor coactuació masculina | Juan Manuel Bernal                    | Nominat   |
| Premis Ariel | Millor coactuació femenina  | Dolores Heredia                       | Nominat   |
| Premis Ariel | Millor guió adaptat         | John Sayles i Guillermo Munro Palacio | Guanyador |
| Premis Ariel | Millor fotografia           | Serguei Saldivar Tanaka               | Nominat   |
| Premis Ariel | Millor edició               | Valentina Leduc i Jorge García        | Nominats  |
| Premis Ariel | Millor so                   | Raúl Locatelli i Pablo Lach           | Nominats  |
| Premis Ariel | Millor banda sonora         | Jacobo Lieberman                      | Guanyador |
| Premis Ariel | Millor vestuari             | Gabriela Fernández                    | Nominat   |
| Premis Ariel | Millors efectes especials   | Alejandro Vázquez                     | Nominat   |